# 비월 주사 방식
비월 주사 방식(飛越走査方式, 영어: interlaced scanning)은 하나의 영상을 홀수와 짝수 가로줄로 나뉜 것을 번갈아가며 표시하는 영상의 표시 방식이다.
아날로그 대역폭을 높이지 않고 텔레비전과 같은 비디오 영상 장치에 표시될 영상 품질을 개선하기 위한 방식이다. 이 방식은 1920년대 후반에 RCA 엔지니어인 랜달 발라드(Randall Ballard)가 개발한 것으로, 컴퓨터 모니터나 비디오 게임기를 통하여 순차 주사 방식이 나오기 전까지인 1970년대까지 널리 쓰였던 방식이다. 오늘날에는 비월 주사 방식은 주로 비디오나 SDTV, HDTV 표준인 1080i에만 쓰이고 있다.

## 설명
순차 주사 방식의 패턴은 텔레비전 화면에 그려지는 것은 종이에 글씨를 쓰는 것과 같은 순서로 이루어진다. 같은 줄의 데이터는 왼쪽에서 오른쪽으로 그려지며, 한 줄이 다 쓰이면 바로 그 아래에 다음 줄이 그려지는 식으로 화면 전체를 채워간다. 비월 주사 방식의 패턴(필드라고 한다)도 비슷한 방식이지만 한 번에 전체 화면을 모두 그리는 것이 아니라 홀수번째 줄의 데이터(odd field)와 짝수번째 줄의 데이터(even field)를 번갈아가며 그린다. 이러한 두 패턴을 합치면 하나의 온전한 프레임을 이루며, 보통 짝수 필드를 먼저 그린 후 다음 번에 홀수 필드를 그린다. 사람 눈의 착시 현상으로 인해 두 개의 필드가 동시에 인식되어 온전한 프레임을 받은 것처럼 느끼게 된다. 이로 인해 전체 프레임을 모두 표시하는 것에 비해 대역폭을 절반으로 낮출 수 있게 되었다.

| 홀수줄 | 짝수줄 |  |
|        |        |  |

## 기술적인 세부사항
비월 주사 방식의 시스템에서 각 줄의 데이터는 약간 기울어져서 표현된다 - 오른쪽 끝 부분의 데이터는 왼쪽 끝보다 2 줄 아래에 그려진다.
비월 주사 방식은 현재 모든 아날로그 TV 방송 시스템에 사용되고 있다:
- PAL : 초당 50 필드, 625 라인, 홀수 필드 우선(upper)
- SECAM : 초당 50 필드, 625 라인
- NTSC : 초당 59.94 필드, 525 라인, 짝수 필드 우선(lower)

## 같이 보기
- 순차 주사 방식(progressive scanning)